# 2014년 미국 상원의원 선거
2014년 미국 상원의원 선거는 2014년 11월 4일에 시행된 미국의 상원의원 선거이다. 